# Schronisko w Górze Smoleń Pierwsze
Schronisko w Górze Smoleń Pierwsze, Schronisko w Górze Smoleń I – schronisko pomiędzy wsiami Smoleń i Złożeniec w województwie śląskim, w powiecie zawierciańskim, w gminie Pilica. Pod względem geograficznym jest to obszar Wyżyny Ryczowskiej, będącej częścią Wyżyny Częstochowskiej w obrębie Wyżyny Krakowsko-Częstochowskiej.

## Opis obiektu
Schronisko znajduje się w skale po wschodniej stronie skały z charakterystycznym, dużym Tunelem w Górze Smoleń.
U północno-zachodniego podnóża tej skały ma półkolisty, duży otwór. Schronisko składa się z dwóch przylegających komór; pierwszej za otworem, większej i drugiej, położonej z tyłu, mniejszej. W tej drugiej jest w stropie wysoki, ale bardzo ciasny komin.
Schronisko powstało w wapieniach z jury późnej. Jego spąg jest równy, namulisko piaszczysto-kamieniste z kościami współczesnych zwierząt. Nie ma własnego mikroklimatu, ale w kominie utrzymuje się w zimie poduszka cieplejszego powietrza. Jest widne, chociaż w drugiej salce jest półmrok, a w górnej części komina jest ciemno. Wokół otworu skałę obrastają glony i porosty, w tylnej części i w kominie jest dużo muchówek.

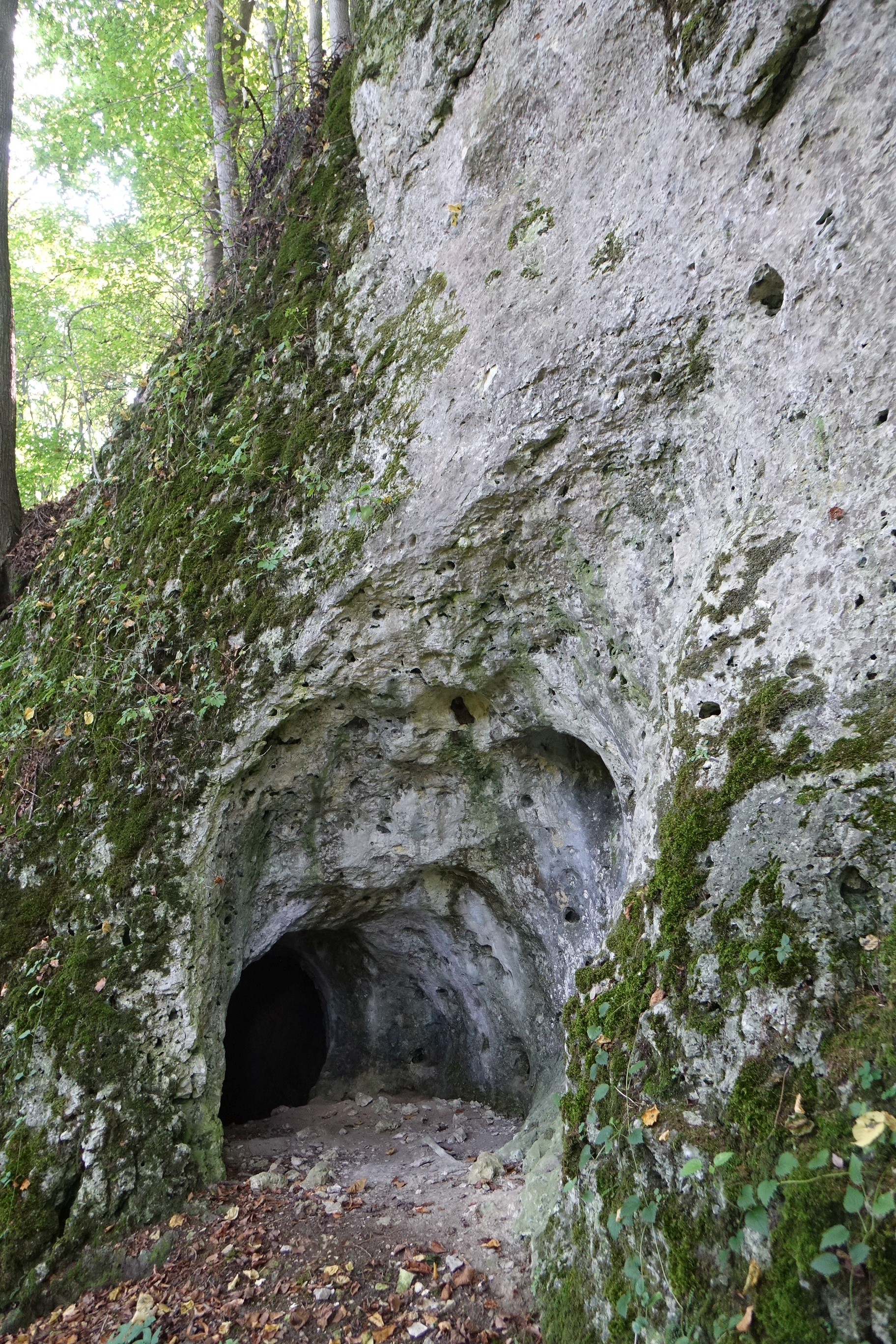
Skała z otworem schroniska
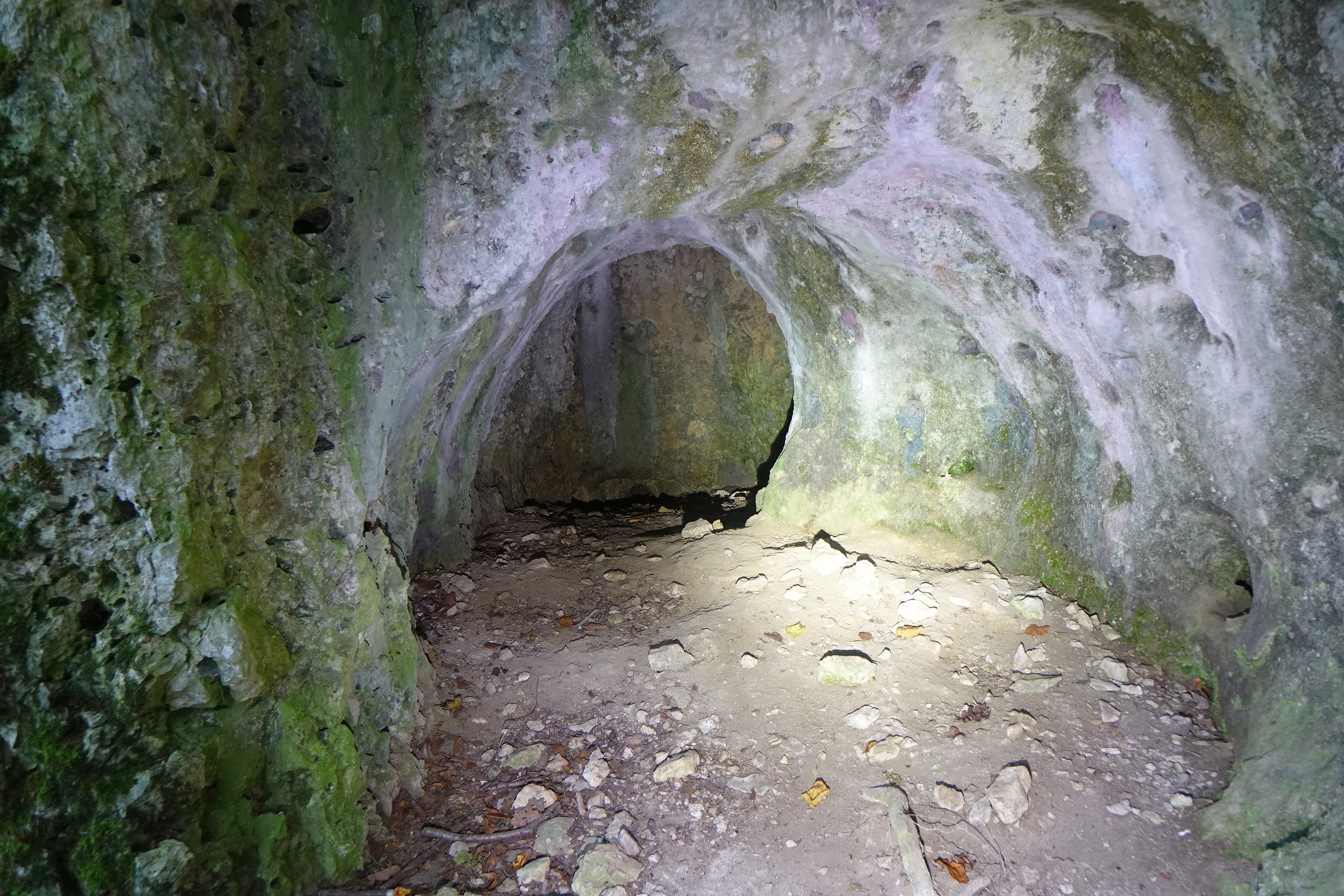
Pierwsza salka
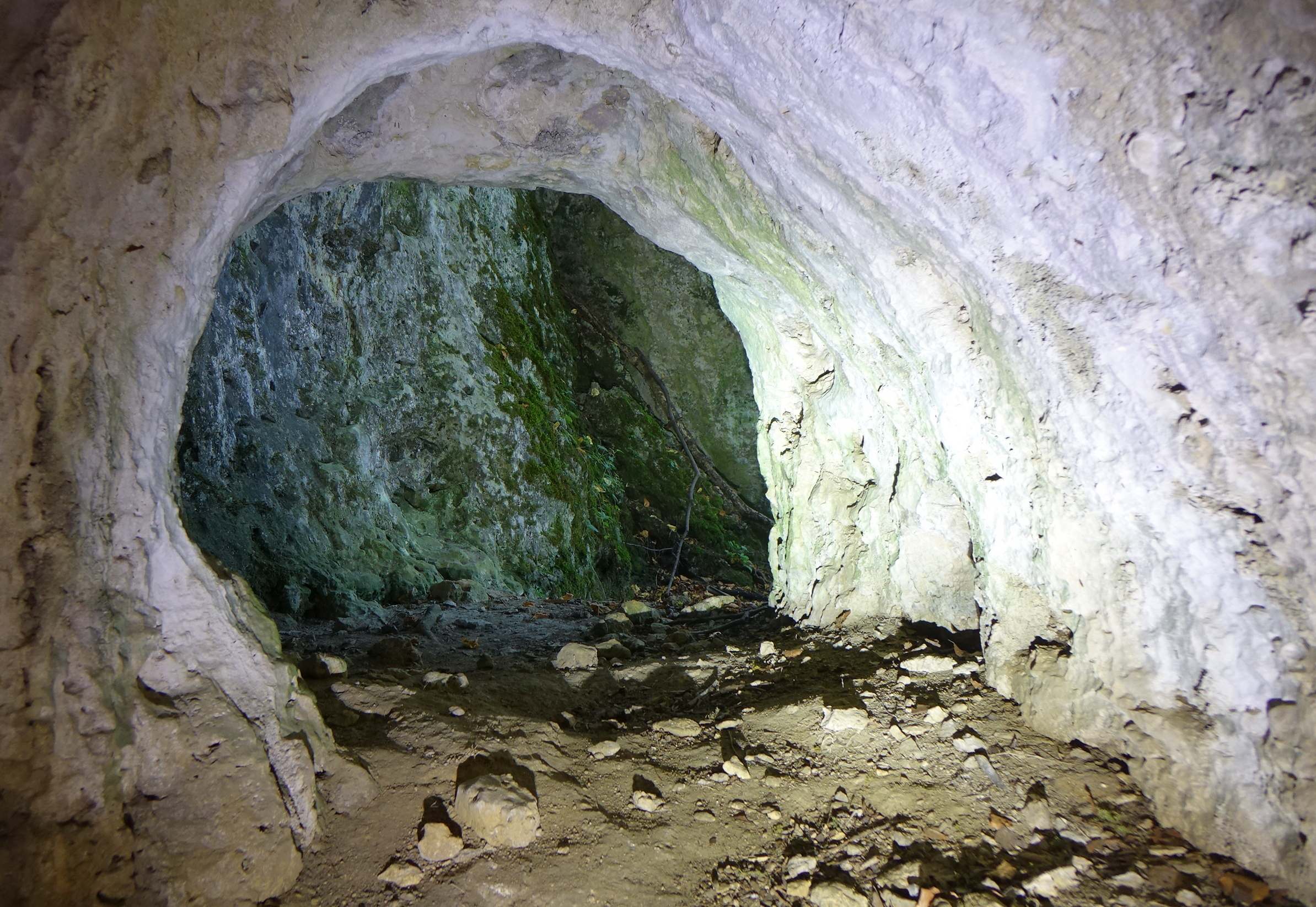
Widok z pierwszej salki

## Historia badań i dokumentacji
Znane było od dawna, a po raz pierwszy opisał go Kazimierz Kowalski w 1951 r. Opis i plan schroniska znajduje się także w dokumentacji z roku 2000 wykonanej na zlecenie Ministerstwa Środowiska. Aktualny jego plan opracował Adam Polonius w 2009r.
W Parku Jurajskim znajduje się jeszcze 8 innych schronisk.